# Moslins
Moslins település Franciaországban, Marne megyében. Lakosainak száma 285 fő (2022. január 1.). Moslins Mancy, Chaltrait, Grauves, Montmort-Lucy, Morangis, Villers-aux-Bois és Blancs-Coteaux községekkel határos.

## Népesség
A település népességének változása:
| Lakosok száma | 192  | 227  | 237  | 268  | 309  | 313  | 308  | 297  | 291  | 285  |
|               | 1968 | 1982 | 1990 | 2006 | 2013 | 2015 | 2017 | 2019 | 2020 | 2022 |